# Поршневой компрессор
Поршнево́й компре́ссор — тип компрессора, энергетическая машина для сжатия и подачи воздуха или газа под давлением. Компрессоры возвратно-поступательного действия считаются самым давним и распространенным типом. Является классическим примером компрессора объёмного действия. Эффект компрессии создается за счет политропного уменьшения объема газа при движении поршня в цилиндре. Всасывающие и нагнетательные клапаны поджаты пружиной и работают автоматически под действием перепада давления, возникающего между цилиндром компрессора и давлением в трубопроводе при движении поршня.

## История
В 1817 году барнаульский изобретатель Степан Васильевич Литвинов создал «двоедувный мех», который можно считать прототипом поршневого компрессора двойного действия. В 1820 году это изобретение высоко оценили в Санкт-Петербурге, но в производство не внедряли.

## Классификация
Поршневые компрессоры классифицируют:
- по типу конструктивной схемы;
- расположению цилиндров;
- числу ступеней сжатия;
- по типу рабочего тела, подвергаемого сжатию - воздух, фреоны (холодильные компрессоры), углеводородные газы, углекислый газ, и т.д.
- наличию или отсутствию смазки цилиндров;
- по типу охлаждения - с жидкостным (водяным) или воздушным охлаждением цилиндров, с водяным или воздушным промежуточным охладителем;
- по кинематическому типу привода - с прямым приводом (через комбинированную упруго-компенсирующую или упруго-предохранительно-компенсирующую муфту, соединяющую валы компрессора и двигателя) и с ременным приводом, редко - с цилиндрическим зубчатым редуктором.
- по энергетическому типу привода - электрические (двигатель постоянного тока, асинхронный или синхронный двигатели), ДВС (дизельные или бензиновые).

### Классификация по типу конструктивной схемы
Поршневые компрессоры могут быть: крейцкопфные (с двухсторонним всасыванием) и бескрейцкопфные (одностороннего всасывания (мощностью до 100 кВт).

### Классификация по расположению цилиндров
По расположению цилиндров компрессоры подразделяются на вертикальные, горизонтальные и угловые.
К вертикальным относятся машины с цилиндрами, расположенными вертикально. При горизонтальном расположении цилиндры могут быть размещены по одну сторону коленчатого вала, такие компрессоры называются горизонтальными с односторонним расположением цилиндров; либо по обе стороны вала — с двухсторонним расположением цилиндров.
К угловым компрессорам относятся машины с цилиндрами, расположенными в одних рядах вертикально, в других — горизонтально. Такие компрессоры называются прямоугольными. К угловым компрессорам относятся машины с наклонными цилиндрами, установленными V-образно и W-образно (компрессоры называются соответственно V- и W-образными).
Прогрессивным в развитии поршневых компрессоров явился переход на оппозитное исполнение компрессоров крупной и средней производительности. Оппозитные компрессоры, представляющие собой горизонтальные машины с встречным движением поршней и расположением цилиндров по обе стороны вала, отличаются высокой динамической уравновешенностью, меньшим габаритами и массой. Благодаря своим преимуществам оппозитные компрессоры практически полностью вытеснили традиционный тип крупного горизонтального компрессора.
Для машин малой и средней производительности основным является прямоугольный тип компрессора и компрессора с У-образным расположением цилиндров.

### Классификация по числу ступеней сжатия
По числу ступеней сжатия компрессоры различаются одно-, двух- и многоступенчатые. Многоступенчатое сжатие вызывается необходимостью ограничить температуру сжимаемого газа и использованием промежуточного (изобарного) охлаждения газа между ступенями. Поэтому конструкция предусматривает промежуточные охладители, в промышленных компрессорах чаще всего это водяные холодильники, также могут быть и воздушные радиаторы с вентиляторами. 

### Компрессор без смазки цилиндров
Первоначально компрессор без смазки цилиндров выполнялся с лабиринтным уплотнением, в которых уплотнение поршня достигается с помощью канавок, нарезанных на поршне, но такая конструкция не получила практического применения. В дальнейшем развитие компрессоров без смазки цилиндров пошло по пути создания и внедрения компрессоров, в которых уплотнение поршней осуществляется поршневыми кольцами, выполненными из композиционных материалов. Компрессоры без смазки цилиндров необходимы для технологических процессов, в которых попадание примесей смазочного масла в сжимаемый газ весьма нежелательно. Такие современные компрессоры работают без ремонта более продолжительное время, чем компрессоры с обычной смазкой цилиндров. В настоящее время на ряде заводов изготовляются разнообразные типы компрессоров без смазки цилиндров.